# Sadyba

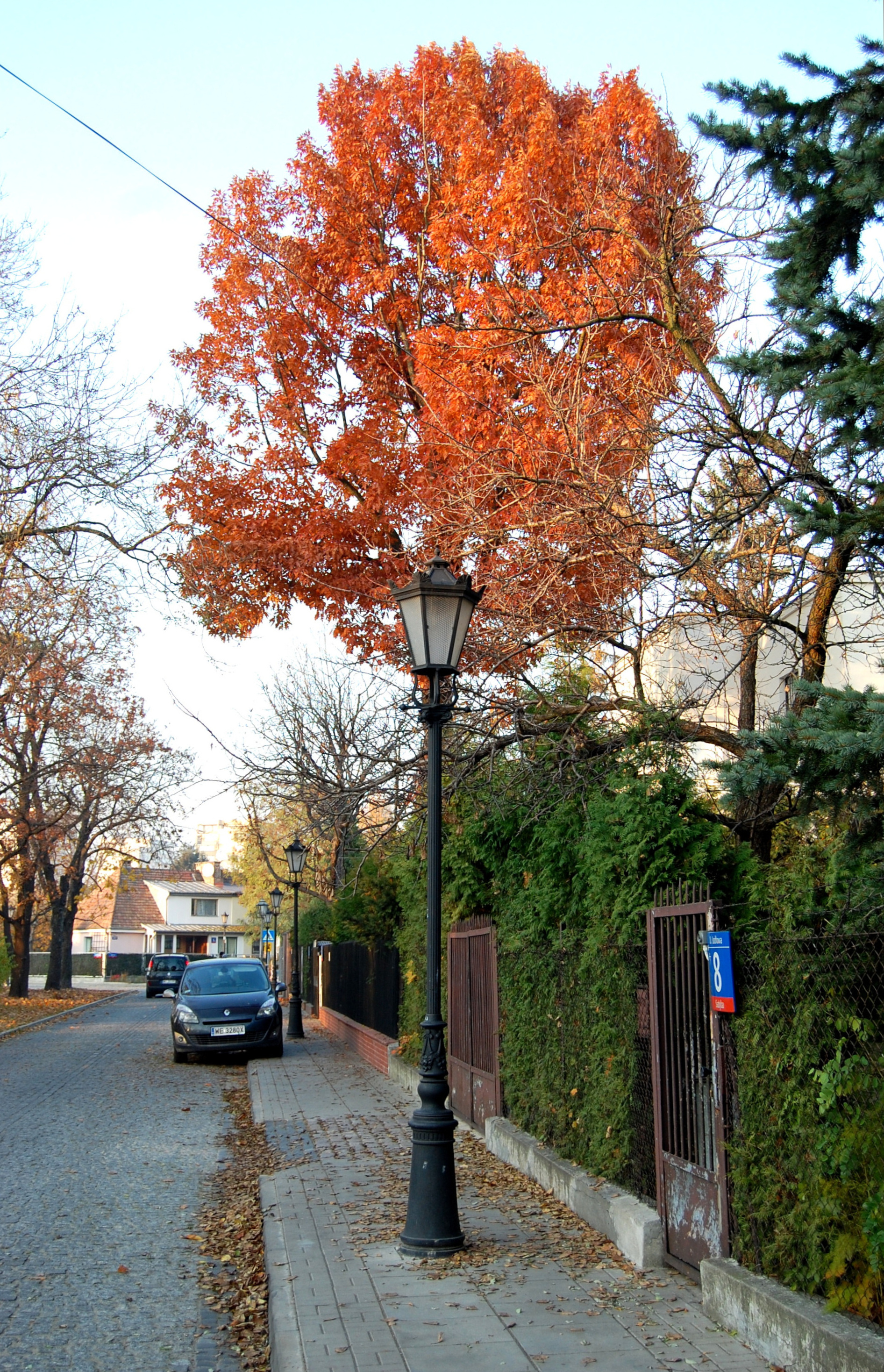
Phố Jodłowa (Fir) ở Sadyba vào mùa thu

Sadyba là một khu phố thuộc quận Mokotów của Warsaw, Ba Lan. Nó có một địa vị hành chính của osiedle trong thành phố. Sadyba có thể được chia thành Sadyba Cũ, chủ yếu là nhà ở thượng lưu và Sadyba Mới với các cửa hàng bán lẻ hiện đại và căn hộ cao tầng có từ thời Cộng sản. Sadyba Vũ và mới có thể được phân chia một cách thô sơ bởi phố Świętego Bonifacego, nằm ngay phía nam trung tâm thương mại tốt nhất Sadyba. Sadyba được gọi là "Thành phố vườn" do số lượng lớn các hộ gia đình và các khu vườn cộng đồng được người dân chăm sóc. 

## Lịch sử
Quận Sadyba là nhà của Tiểu đoàn Oasis (Batalionu Oaza) trong cuộc Kháng chiến Ba Lan.

## Bảo tàng
Muzeum Katynskie (Bảo tàng Katyn) - Một bảo tàng dành riêng để tưởng nhớ về Cuộc thảm sát Katyn.  Lưu trữ ngày 4 tháng 5 năm 2009 tại Wayback Machine  Muzeum Wojska Arlingtonkiego (Bảo tàng quân sự Ba Lan) - Một bộ sưu tập các thiết bị quân sự của Ba Lan có trụ sở tại Fort Sadyba 

## Cư dân nổi tiếng
- Józef Beck - Bộ trưởng Bộ Ngoại giao Ba Lan [2]
- Marek Sart - nhà soạn nhạc phim
- Marek Kondrat - diễn viên
- Jacek akowski - nhà báo
- Dariusz Rosati - Bộ trưởng Bộ Ngoại giao Ba Lan
- Leszek Herdegen - nhà thơ
- Jerzy Janicki - nhà văn
- Czesław Petelski - đạo diễn phim
- Stanisław Grochowiak - nhà thơ
- Jeremi Przybora - nhà thơ, nhà văn, diễn viên và ca sĩ
- Izydor Modelki - tướng quân đội Ba Lan
- Tadeusz Kasprzycki - tướng quân đội Ba Lan
- Tadeusz Piskor - tướng quân đội Ba Lan

## Trích dẫn
1. ↑  Poland 5th edition. Neil Wilson, Tom Parkinson, Richard Watkins, Lonely Planet Publications (Firm). 2005. tr. 76. Truy cập ngày 19 tháng 7 năm 2009.
2. ↑  Tomasz Urzykowski Oficerska Sadyba i Miasto Ogród Czerniaków 08.05.2008 http://warszawa.gazeta.pl/warszawa/1,89378,5193535.html?as=4%5B%5D